# Donji Sređani
Donji Sređani (česky Dolní Střežany) je sídlo, část opčiny Dežanovac, jež se nachází v Bjelovarsko-bilogorské župě v západní Slavonii v Chorvatsku. Ve vesnici žije početná česká menšina; při sčítání v roce 1991 se k české národnosti přihlásilo 74 procent obyvatel. V Dolních Střežanech funguje Obvodní škola České základní školy Jana Amose Komenského Daruvar, která zajišťuje vzdělání v modelu A (všechny předměty v českém jazyce).

## Česká beseda
Česká beseda (jak se nazývají spolky Čechů v Chorvatsku, v Srbsku a v Bosně a Hercegovině) vznikla v Dolních Střežanech v roce 1966, obnovena byla v roce 1995. V současné době (2019) v ní působí divadelní skupina a pěvecká skupina Střežaňačky.